# Cetratus
Cetratus là một chi nhện trong họ Thomisidae.